# ای‌آی‌دی‌سی تی-۵ بریو ایگل
ای‌آی‌دی‌سی تی-۵ بریو ایگل (به انگلیسی: AIDC T-5 Brave Eagle) (چینی: 勇鷹; پین‌یین: Yǒngyīng) یک هواپیمای آموزشی پیشرفته مافوق صوت است که توسط شرکت توسعه صنعتی هوافضا (AIDC) تایوان در حال توسعه است.

## کاربران
تایوان
- نیروی هوایی جمهوری چین - ۶۶ فروند (برنامه‌ریزی شده)[۳]

## مشخصات فنی

### خصوصیات عمومی
- خدمه: ۲
- طول: ۱۴٫۲۱ متر (۴۶٫۶ فوت)
- طول بال‌ها: ۹٫۴۶ متر (۳۱ فوت)
- ارتفاع: ۴٫۴۲ متر (۱۴٫۵ فوت)
- نیرومحرکه:۲ موتور F124-200TW که هر کدام حداکثر نیروی رانش ۲٬۸۳۴٫۸ کیلوگرم-نیرو (۲۷٫۸۰۰ کیلونیوتن؛ ۶٬۲۵۰ پوند-نیرو) را ایجاد می‌کند.
- حداکثر وزن برخاست: ۱۲۲۰۰ کیلوگرم

### کارایی
- حداکثر سرعت: ۱۱۹۹ کیلوتن (۲۲۲۰ کیلومتر بر ساعت)
- برد: ۵۹۴ نانومتر (۱۱۰۰ کیلومتر)